# 小行星6243
小行星6243（英語：6243 Yoder）是一颗围绕太阳公转的小行星。1990年7月27日，亨利·E·霍爾特在帕洛马山发现了此天体。
这颗小行星的绝对星等为236.8122419454196等。